# Lijst van trainers van AZ (vrouwen)
Deze lijst omvat de voetbalcoaches die de vrouwen van de Nederlandse club AZ hebben getraind van 2007 tot 2011 en van 2023 tot op heden.
| Seizoen | Trainer(s)      | Prijzen            | Bijzonderheden                 |
| ------- | --------------- | ------------------ | ------------------------------ |
| 2025/26 | Wouter de Vogel |                    | 0                              |
| 2024/25 | Wouter de Vogel |                    | 0                              |
| 2023/24 | Wouter de Vogel |                    | Invaller wegens zieke De Vries |
| 2023/24 | Mark de Vries   |                    | 0                              |
|         |                 |                    |                                |
| 2010/11 | Ed Engelkes     | KNVB Beker         | 0                              |
| 2009/10 | Ed Engelkes     | Landskampioenschap | 0                              |
| 2008/09 | Ed Engelkes     | Landskampioenschap | 0                              |
| 2007/08 | Ed Engelkes     | Landskampioenschap | Eerste hoofdtrainer ooit       |